# Corchiano
Corchiano är en ort och kommun i provinsen Viterbo i regionen Lazio i Italien. Kommunen hade 3 738 invånare (2018).